# عبد الله الزهراني (لاعب كرة قدم مواليد 2002)
عبد الله إبراهيم الزهراني لاعب كرة قدم سعودي ، يلعب كلاعب وسط يلعب في نادي الانتصار.

## مسيرة اللاعب
لعب في نادي جدة ونادي الانتصار.